# Natriumsulfiet
Natriumsulfiet (Na2SO3) is een zout van natrium en zwaveligzuur. De stof komt voor als een wit geurloos poeder, dat goed oplosbaar is in water. Natriumsulfiet wordt in de loop der tijd bij aanwezigheid van zuurstof omgezet in natriumsulfaat (Na2SO4). Deze reactie met zuurstof gebeurt bij elk sulfiethoudend zout.

## Synthese
{\displaystyle {\ce {SO2 + Na2CO3 -> Na2SO3 + CO2}}}
{\displaystyle {\ce {SO2 + 2 NaOH -> Na2SO3 + H2O}}}

## Toepassingen
Het wordt gebruikt om fruit en vlees te conserveren en kleurverlies te voorkomen (E221). Net als natriumthiosulfaat wordt natriumsulfiet gebruikt om elementaire halogeniden in het respectievelijke zuur om te zetten en als antioxidant in de fotografische industrie.
Zo wordt bijvoorbeeld bij de reductie van koper(II)bromide met sulfiet koper(I)bromide verkregen, samen met waterstofbromide:
{\displaystyle {\ce {2CuBr2 + Na2SO3 + H2O -> 2CuBr + Na2SO4 + 2HBr}}}

Na2SO3 kan, opgelost in demiwater (20-30gr per liter), gebruikt worden om zero kalibraties uit te voeren van sensoren voor de meting van opgeloste zuurstof (DO of Disolved Oxygen) in vloeistoffen. Deze zero kalibraties vragen normaal veel tijd tot stabilisatie.  

## Toxicologie en veiligheid
De ADI (Acceptabele Dagelijkse Inname) bedraagt maximaal 0,7 mg/kg lichaamsgewicht.